# منتخب أستراليا لهوكي الدحرجة
منتخب أستراليا لهوكي الدحرجة (بالإنجليزية: Australia national roller hockey team)‏ هو ممثل أستراليا الرسمي في المنافسات الدولية في هوكي الدحرجة
.